# Dypsis oreophila
Espèce
Synonymes
- Neodypsis gracilis Jum.[2] [1]
- Phloga gracilis (Jum.) H. Perrier[2]
- Phloga gracilis (Jum.) H.Perrier[1]

Statut de conservation UICN

 VU B1ab(iii)+2ab(iii); D1 : Vulnérable
Dypsis oreophila est une espèce de plantes de la famille des Arecaceae.

## Publication originale
- Palms of Madagascar 227. 1995.